# N721 (België)
De N721 is een gewestweg in Belgisch-Limburg. Hij verbindt Neeroeteren met Bree via Opitter. De route heeft een lengte van ongeveer 9,5 kilometer.

## Traject
De N721 takt af van de N773 vlak bij de Witbeek. Bij het industrieterrein Hooggeystersveld in Neeroeteren gaat de weg met een brug over de Zuid-Willemsvaart. Vervolgens loopt hij een stuk parallel met dat kanaal om er zo'n 250 meter voor de gemeentegrens tussen Maaseik (Neeroeteren) - Bree (Opitter) van weg te draaien. Dan begint de lintbebouwing van Opitter en verder de officiële bebouwde kom van Opitter. Die bebouwde kom gaat naadloos over in de lintbebouwing tussen Opitter en Bree. In Bree sluit de N721 dan aan op de N73.

## Geschiedenis
Voor de hernummering van de Belgische N-wegen in 1986 maakte de huidige N721 deel uit van de N21.